# Castelul Glücksburg

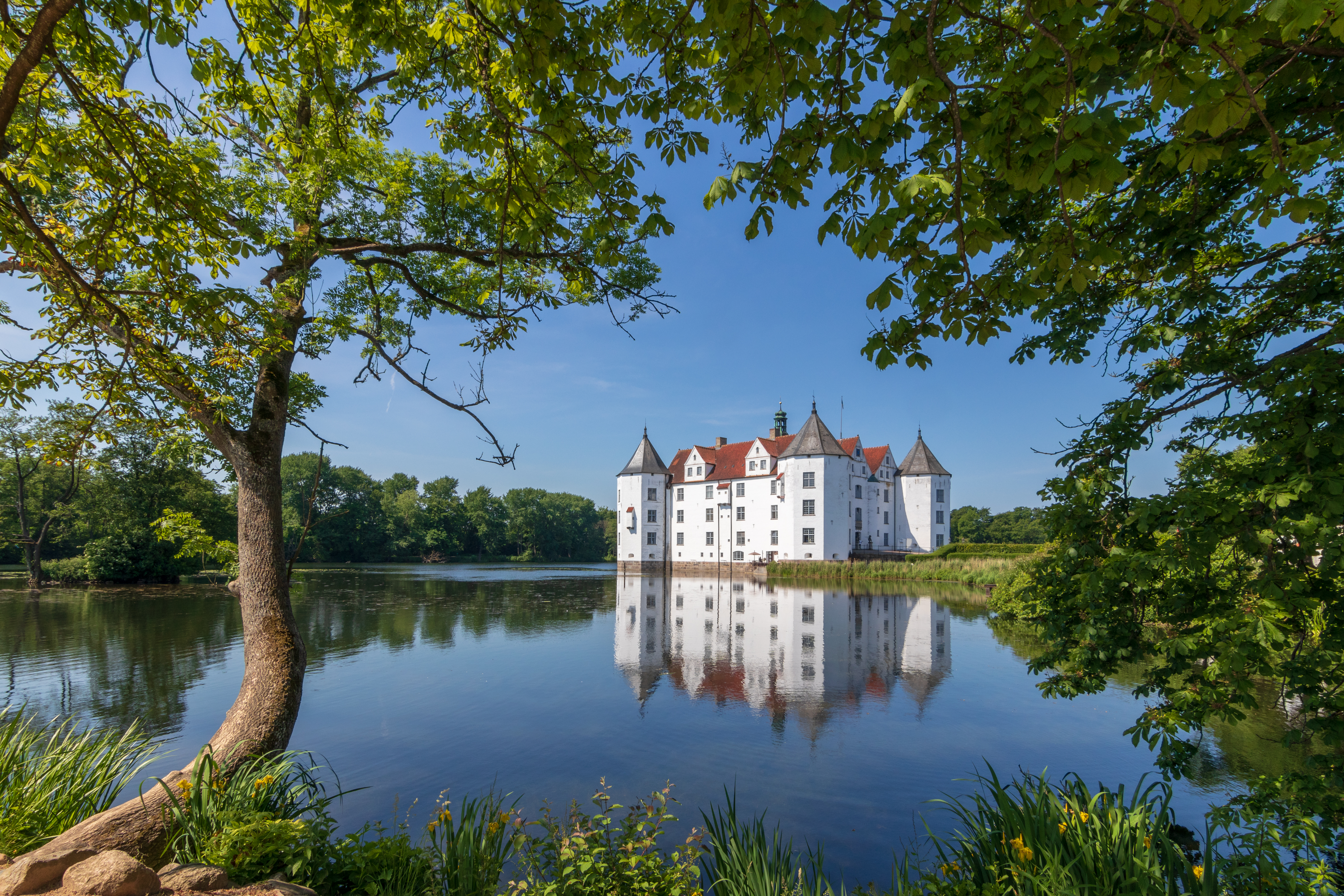
Schloss Glücksburg

Castelul Glücksburg (germană Schloss Glücksburg, daneză Lyksborg Slot) este un castel (Schloss) situat în orașul Glücksburg, Germania. Este unul dintre cele mai importante castele renascentiste din Europa de Nord.
A fost reședința Casei de Schleswig-Holstein-Sonderburg-Glücksburg și a fost, de asemenea, folosit de regii danezi. Situat pe Flensburg Fjord, castelul este acum un muzeu deținut de către o fundație și nu mai este locuit de familia ducală. Consiliul de administrație este prezidat de către Christoph, Prinț de Schleswig-Holstein, actualul titular duce și șef al Casei de Glücksburg și a Casei de Oldenburg.